# Young T & Bugsey
Young T & Bugsey è un duo musicale britannico formatosi nel 2010. È costituito dai rapper Ra'chard Tucker e Doyin Julius.

## Storia del gruppo
Fondatosi a Nottingham, sono saliti alla ribalta per mezzo della hit Strike a Pose, realizzata con la partecipazione di Aitch, che ha raggiunto la 9ª posizione della Official Singles Chart britannica, dove per aver venduto 1 200 000 unità ha ottenuto la certificazione di doppio platino dalla British Phonographic Industry, e l'11ª della Irish Singles Chart. Il brano è inoltre risultato uno dei 39 singoli più venduti a livello nazionale per quanto riguarda il 2019. Hanno precedentemente firmato un contratto con la Black Butter, parte della Sony Music, attraverso la quale è stato distribuito il primo mixtape Plead the 5th, uscito nel 2020, che ha fatto il proprio ingresso nella Official Albums Chart, nella Irish Albums Chart e nella Top Albums francese. Il secondo singolo estratto dal progetto Don't Rush, una collaborazione con Headie One, ha permesso al duo di ottenere la loro propria entrata nella Hot 100 statunitense e nella Billboard Canadian Hot 100, conquistando il disco d'oro in Canada, Francia, Stati Uniti d'America e Svizzera, e quello di platino in Nuova Zelanda, Portogallo e nel Regno Unito, per un totale di oltre 1 260 000 unità combinate certificate. A queste si aggiungono le 1,2 milioni di unità ricavate da un disco d'argento, uno d'oro e uno di platino, assegnati dalla BPI. Nell'ambito dei BRIT Award, i principali premi musicali nazionali, hanno conseguito tre candidature. Sono stati candidati anche ai BET Award nella categoria di miglior artista internazionale.
Il loro secondo mixtape Truth Be Told è stato pubblicato nel gennaio 2022, a cui ne ha fatto seguito un terzo, dal titolo Beyond Rea5onable Doubt (2024).

## Discografia

### Mixtape
- 2020 – Plead the 5th
- 2022 – Truth Be Told
- 2024 – Beyond Rea5onable Doubt

### Singoli
- 2016 – Glistenin'
- 2016 – No Mickey Mouse Ting
- 2017 – What's That (Is It a Monster?)
- 2017 – Gangland (feat. Belly Squad)
- 2017 – 4x4
- 2018 – Greenlight
- 2018 – Favourite Girl (con i D-Block Europe)
- 2018 – Ay Caramba (con Stay Flee Get Lizzy e Fredo)
- 2018 – En route
- 2018 – Living Gravy (feat. Not3s)
- 2019 – Again
- 2019 – Strike a Pose (feat. Aitch)
- 2019 – Don't Rush (feat. Headie One)
- 2020 – Bully Beef (feat. Fredo)
- 2020 – New Shape
- 2021 – Prada Bae (con Nafe Smallz)
- 2021 – Big Bidness
- 2022 – Blessings (feat. Chronixx)
- 2022 – Nice (feat. Blxst)
- 2024 – Been a Minute
- 2024 – Dundee
- 2024 – Soca
- 2024 – Fake Can't Say (feat. Jae5 e/o Peruzzi o Blaqbonez)